# En detektiv i provinsen
En detektiv i provinsen er en dansk fiktions- og dokumentarserie i tre afsnit fra 2012 instrueret af Christoffer Dreyer.
Seriens instruktør Christoffer Dreyer er selv hovedpersonen i denne historie om byen Gedser. Han kommer til byen med ideen om at åbne et detektivbureau, for at se hvad der gemmer sig bag facaderne. Gedser er valgt som et typisk eksempel på en dansk udkantsby, som vi normalt bare kører igennem. Hans egen forestilling om hvad der foregår blander sig helt naturligt ind i Gedsers virkelige liv. Denne blanding af fiktion og realisme er forsøget på, at give et andet billede af en by og dens beboere.

## Afsnit
| # | Titel                         | Første sendedag |
| - | ----------------------------- | --------------- |
| 1 | "En detektiv i provinsen 1:3" |                 |
| 2 | "En detektiv i provinsen 2:3" |                 |
| 3 | "En detektiv i provinsen 3:3" |                 |